# Jean Ratelle
Temple de la renommée : 1985
Jean Ratelle, de son vrai nom Joseph Gilbert Yvon Ratelle, (né le 3 octobre 1940 à Saint-Félicien au Canada) est un joueur professionnel de hockey sur glace, membre du Temple de la renommée du hockey depuis 1985.

## Biographie
Il fait ses débuts avec les Rangers de New York mais une blessure au dos (suivie d'une opération) l'empêche de travailler à son plein potentiel. Il fait toutefois partie de l'alignement régulier lors de la saison 1964-1965 de la LNH.
Au cours de sa carrière de vingt et un ans dans la LNH, il remporte de nombreux honneurs : en 1971, il gagne le trophée Bill-Masterton, remis au joueur alliant le meilleur esprit sportif et la plus grande persévérance. La saison suivante est sa plus prolifique avec 46 buts et 63 aides et il remporte le trophée Lester-B.-Pearson en même temps qu'il gagnait le trophée Lady Byng comme le plus gentilhomme, trophée qu'il gagne à nouveau en 1976. Encore en 1972, il fait partie de l'équipe Canada pour affronter celle des Soviétiques dans la série du siècle ; il dispute six parties et obtient un but et trois aides.
En 862 parties en carrière avec les Rangers, Ratelle totalise 336 buts et 481 aides pour un total de 817 points. Il ajoute 42 points à sa fiche (neuf buts, 33 aides) durant les 65 matchs après sa saison à New York. Jaromír Jágr bat le record de 109 points de Jean Ratelle 34 ans plus tard.
Malgré son échange aux Bruins de Boston avec Brad Park le 7 novembre 1975 contre Phil Esposito et Carol Vadnais, Ratelle continue à briller. Ratelle a rarement manqué une partie et s'est qualifié pour les finales de la Coupe Stanley à plusieurs reprises même s'il n'a jamais eu l'honneur de la remporter.
Le 28 août 2017, l’organisation des Rangers annonce que le numéro 19 de Ratelle sera retiré dans une cérémonie d'avant-match se tenant le 25 février 2018. La même année, il est nommé parmi les 100 plus grands joueurs de la LNH à l'occasion du centenaire de la ligue.

## Statistiques
| Saison     | Équipe                        | Ligue           |      | Saison régulière | Saison régulière | Saison régulière | Saison régulière | Saison régulière |    | Séries éliminatoires | Séries éliminatoires | Séries éliminatoires | Séries éliminatoires | Séries éliminatoires |
| Saison     | Équipe                        | Ligue           | PJ   | B                | A                | Pts              | Pun              | PJ               | B  | A                    | Pts                  | Pun                  |                      |                      |
| 1958-1959  | Biltmores de Guelph           | AHO             | 54   | 20               | 31               | 51               | 11               | 10               | 5  | 4                    | 9                    | 2                    |                      |                      |
| 1959-1960  | Biltmores de Guelph           | AHO             | 48   | 39               | 47               | 86               | 15               | 5                | 3  | 5                    | 8                    | 4                    |                      |                      |
| 1959-1960  | Lions de Trois-Rivières       | EPHL            | 3    | 3                | 5                | 8                | 0                | 4                | 0  | 3                    | 3                    | 0                    |                      |                      |
| 1960-1961  | Royals de Guelph              | AHO             | 47   | 40               | 61               | 101              | 10               | 14               | 6  | 11                   | 17                   | 6                    |                      |                      |
| 1960-1961  | Rangers de New York           | LNH             | 3    | 2                | 1                | 3                | 0                |                  |    |                      |                      |                      |                      |                      |
| 1961-1962  | Rangers de New York           | LNH             | 31   | 4                | 8                | 12               | 4                |                  |    |                      |                      |                      |                      |                      |
| 1961-1962  | Beavers de Kitchener-Waterloo | EPHL            | 32   | 10               | 29               | 39               | 8                | 7                | 2  | 6                    | 8                    | 2                    |                      |                      |
| 1962-1963  | Rangers de New York           | LNH             | 47   | 11               | 9                | 20               | 8                |                  |    |                      |                      |                      |                      |                      |
| 1962-1963  | Clippers de Baltimore         | LAH             | 20   | 11               | 8                | 19               | 0                | 3                | 0  | 0                    | 0                    | 0                    |                      |                      |
| 1963-1964  | Rangers de New York           | LNH             | 15   | 0                | 7                | 7                | 6                |                  |    |                      |                      |                      |                      |                      |
| 1963-1964  | Clippers de Baltimore         | LAH             | 57   | 20               | 26               | 46               | 2                |                  |    |                      |                      |                      |                      |                      |
| 1964-1965  | Rangers de New York           | LNH             | 54   | 14               | 21               | 35               | 14               |                  |    |                      |                      |                      |                      |                      |
| 1964-1965  | Clippers de Baltimore         | LAH             | 8    | 9                | 4                | 13               | 6                |                  |    |                      |                      |                      |                      |                      |
| 1965-1966  | Rangers de New York           | LNH             | 67   | 21               | 30               | 51               | 10               |                  |    |                      |                      |                      |                      |                      |
| 1966-1967  | Rangers de New York           | LNH             | 41   | 6                | 5                | 11               | 4                | 4                | 0  | 0                    | 0                    | 2                    |                      |                      |
| 1967-1968  | Rangers de New York           | LNH             | 74   | 32               | 46               | 78               | 18               | 6                | 0  | 4                    | 4                    | 2                    |                      |                      |
| 1968-1969  | Rangers de New York           | LNH             | 75   | 32               | 46               | 78               | 26               | 4                | 1  | 0                    | 1                    | 0                    |                      |                      |
| 1969-1970  | Rangers de New York           | LNH             | 75   | 32               | 42               | 74               | 28               | 6                | 1  | 3                    | 4                    | 0                    |                      |                      |
| 1970-1971  | Rangers de New York           | LNH             | 78   | 26               | 46               | 72               | 14               | 13               | 2  | 9                    | 11                   | 8                    |                      |                      |
| 1971-1972  | Rangers de New York           | LNH             | 63   | 46               | 63               | 109              | 4                | 6                | 0  | 1                    | 1                    | 0                    |                      |                      |
| 1972       | Canada                        | Série du siècle | 6    | 1                | 3                | 4                | 0                |                  |    |                      |                      |                      |                      |                      |
| 1972-1973  | Rangers de New York           | LNH             | 78   | 41               | 53               | 94               | 12               | 10               | 2  | 7                    | 9                    | 0                    |                      |                      |
| 1973-1974  | Rangers de New York           | LNH             | 68   | 28               | 39               | 67               | 16               | 13               | 2  | 4                    | 6                    | 0                    |                      |                      |
| 1974-1975  | Rangers de New York           | LNH             | 79   | 36               | 55               | 91               | 26               | 3                | 1  | 5                    | 6                    | 2                    |                      |                      |
| 1975-1976  | Rangers de New York           | LNH             | 13   | 5                | 10               | 15               | 2                |                  |    |                      |                      |                      |                      |                      |
| 1975-1976  | Bruins de Boston              | LNH             | 67   | 31               | 59               | 90               | 16               | 12               | 8  | 8                    | 16                   | 4                    |                      |                      |
| 1976-1977  | Bruins de Boston              | LNH             | 78   | 33               | 61               | 94               | 22               | 14               | 5  | 12                   | 17                   | 4                    |                      |                      |
| 1977-1978  | Bruins de Boston              | LNH             | 80   | 25               | 59               | 84               | 10               | 15               | 3  | 7                    | 10                   | 0                    |                      |                      |
| 1978-1979  | Bruins de Boston              | LNH             | 80   | 27               | 45               | 72               | 12               | 11               | 7  | 6                    | 13                   | 2                    |                      |                      |
| 1979-1980  | Bruins de Boston              | LNH             | 67   | 28               | 45               | 73               | 8                | 3                | 0  | 0                    | 0                    | 0                    |                      |                      |
| 1980-1981  | Bruins de Boston              | LNH             | 47   | 11               | 26               | 37               | 16               | 3                | 0  | 0                    | 0                    | 0                    |                      |                      |
| Totaux LNH | Totaux LNH                    | Totaux LNH      | 1280 | 491              | 776              | 1267             | 276              | 123              | 32 | 66                   | 98                   | 24                   |                      |                      |